# Bergs församling, Växjö stift
Bergs församling var en församling i Växjö stift, i Växjö kommun, Kronobergs län. Församlingen uppgick 2010 i Aneboda-Asa-Bergs församling.
Församlingskyrka var Bergs kyrka.

## Administrativ historik
Församlingen har medeltida ursprung. Någon gång före 1346 utbröts ur församlingen Aneboda församling.
Församlingen var fram till 1962 moderförsamling i pastoratet Berg och Ormesberga för att därefter bilda pastorat med Aneboda och Asa församlingar. Församlingen uppgick 2010 i Aneboda-Asa-Bergs församling
Församlingskod var 078025.

## Klockare och organister
| Ämbetstid | Namn                 | Levnadstid | Övrigt                |
| --------- | -------------------- | ---------- | --------------------- |
| 1707      | Jon                  |            | Klockare              |
| 1746-1747 | Pehr Jonsson         |            | Klockare              |
| 1749-1770 | Jonas Hultman        | 1728-      | Organist och klockare |
| 1784-1788 | Pehr Hultman         | 1766-      | Organist och klockare |
| 1790-1797 | Anders Hahn          | 1770-      | Organist och klockare |
| 1799-1800 | Anders Holmquist     | 1765-1800  | Organist och klockare |
| 1801-1810 | Jonas Peter Holmdahl | 1780-      | Organist och klockare |